# Pyrausta sedakovialis
Pyrausta sedakovialis là một loài bướm đêm trong họ Crambidae.